# Kastler Reform
Die Kastler Reform war eine im 14. Jahrhundert von Kloster Kastl in der Oberpfalz ausgehende monastische Reformbewegung, die im 15. Jahrhundert einen Großteil der Benediktinerklöster in Süddeutschland erfasste.

## Ursprung, Geschichte und Ziele der Reform
Kastler Mönche, die in Prag studierten, lernten dort die monastische Erneuerung in den Benediktinerklöstern Břevnov und Kladrau sowie die Reformen im Augustiner-Chorherrenstift Raudnitz kennen. Die Reformmaßnahmen orientierten sich an der Bulle Summi magistri (1336) von Papst Benedikt XII. mit ihren Vorschriften zur Erneuerung des Klosterlebens. Die herausragende Gestalt der Reformbemühungen in Kastl war der Subprior Franz von Böhmen, der aus Kladrau nach Kastl gekommen war. Der Geist der Reform prägt auch die mystischen Schriften des Priors Johannes von Kastl.
Unter Abt Otto II. Nortweiner (1378–1399) wurden im Kloster Kastl die grundlegenden Dokumente für die Umsetzung der Reform zusammengestellt:
- Breviarium de divinis officiis: Sammlung der liturgischen Texte und Anweisungen für den Gottesdienst des Klosters.
- Liber consuetudinum: Zusammenstellungen der Vorschriften für das tägliche Leben und die Organisation des Klosters; in den Klöstern der Kastler Reform wurden für die Praxis Kurzfassungen dieser Sammlung erstellt (Excerpta consuetudinum et regulae).

## Von der Kastler Reform beeinflusste Abteien (Auswahl)
- Kloster Reichenbach in der Oberpfalz, seit 1394
- Kloster Füssen, 1397/1410
- Kloster Weltenburg
- Kloster Ensdorf
- Kloster Metten
- Kloster Michelfeld
- Kloster Weihenstephan
- Kloster Sankt Egidius in Nürnberg, 1418[2]
- Kloster Mönchröden, 1446[2]
- Kloster Veilsdorf, 1446[2]
- Kloster Plankstetten, 1458[2]
- Kloster Michelsberg in Bamberg[2]
- Kloster Heilig Kreuz in Donauwörth
- Kloster Sankt Emmeram in Regensburg
- Kloster Sankt Gallen

## Bibliographie
- Consuetudines Castellenses, ed. P. Maier (CCM 14/1–2), Siegburg 1995–1996.